# Даштабад
Даштабад (узб. Dashtobod / Даштобод) — город в Зааминском районе Джизакской области Узбекистана.

## История
Возник как посёлок О́бручево (статус посёлка городского типа — с 1937 года). В связи с сельскохозяйственным освоением Голодной степи в 1974 году получил статус города и был переименован в Ульяново.
С начала 1990-х годов называется Даштабад. В городе расположена железнодорожная станция Даштабад (на линии Джизак — Хаваст).

## Население
| 1959 | 1970 | 1979   | 1989   | 2005   |
| ---- | ---- | ------ | ------ | ------ |
| 7200 | 5989 | 10 562 | 14 247 | 23 900 |